# Bracon batis
Bracon batis är en stekelart som beskrevs av Papp 1981. Bracon batis ingår i släktet Bracon och familjen bracksteklar. Inga underarter finns listade.